# Marc Claudi Marcel (pretor)
Marc Claudi Marcel (en llatí: Marcus Claudius Marcellus) va ser pretor l'any 188 aC i mentre exercia aquest càrrec va condemnar dos nobles romans que havien estat declarats culpables d'ultratge cap a dos ambaixadors cartaginesos. Va ordenar que fossin entregats al poble, segons diu Titus Livi.
Alguns autors pensen que era aquest Marcel el que va ser pretor l'any 185 aC i no el seu homònim el cònsol de l'any 183 aC Marc Claudi Marcel.